# Casa del Senato (Macao)
La Casa del Senato o Edificio del Leal Senato (in portoghese: Edifício do Leal Senado; in cinese: 市政廳) è stata la sede del governo portoghese di Macao. L'edificio fa parte del centro storico di Macao, inserito nella lista dei patrimoni dell'umanità dell'UNESCO.

## Storia
Dove oggi sorge l'edificio, prima si trovava un padiglione cinese che fungeva da punto di incontro tra gli ufficiali cinesi e portoghesi, i quali programmarono di acquistarlo già dal 1583, insieme ad altri edifici circostanti, ma fu solo nel 1784 che riuscirono a entrarne in possesso in seguito ad un esborso di 80.000 tael. Nello stesso anno venne edificato sopra il precedente edificio nello stesso anno dell'acquisto, diventando la sede amministrativa della città. Anche le celebrazioni e incontri della delegazione portoghese vennero tenute in questa struttura.
Il titolo di Senato Leale venne conferito al governo di Macao nel 1810 dal principe reggente João, in seguito re Giovanni VI del Portogallo, come ricompensa per la lealtà dimostrata da Macao verso il Portogallo, rifiutandosi di riconoscere la sovranità della Spagna durante il periodo dell'Unione iberica tre il 1580 e il 1640. Una placca commemorativa venne posta all'interno del senato e può essere vista tutt'oggi.
La struttura venne edificata secondo uno stile neoclassico molto in voga all'epoca. In seguito venne ristrutturato nel 1904 e nel 1929 venne creata al suo interno una biblioteca.